# Hertz
Ve fyzice je hertz ([herc]; značka Hz) jednotkou frekvence (kmitočtu) v soustavě SI. Jde o odvozenou jednotku, která vyjadřuje, kolik periodických (pravidelně se opakujících) dějů se odehraje za jednu sekundu; vyjádření v základních jednotkách je tedy s−1.
Jednotka je pojmenována podle německého fyzika Heinricha Hertze, badatele a objevitele v oblasti elektromagnetických vln.

## Příklady
U střídavého proudu se v běžné elektrické sítí používají frekvence 50 Hz (Evropa) a 60 Hz (Amerika). Elektrické rozvody lodí a letadel často používají zvýšenou frekvenci 400 Hz.
U zvuku je rozsah člověkem slyšitelných frekvencí zhruba 20 Hz až 20 kHz. Komorní A (standardně užívaný referenční tón pro ladění hudebních nástrojů) má frekvenci 440 Hz. Každé zdvojnásobení frekvence znamená zvýšení tónu o oktávu.

## Násobné jednotky
- milihertz (značka mHz) se rovná 10−3 Hz (0,001 Hz). Této frekvenci odpovídá perioda 1000 sekund (tj. 16⅔ minuty).
- kilohertz (značka kHz) se rovná 103 Hz (1000 Hz). Této frekvenci odpovídá perioda 1 ms. Používá se např. pro udávání frekvence elektroakustického signálu či v akustice u vyšších frekvencí zvuku.

- megahertz (značka MHz) se rovná 106 Hz (1 milion Hz). Této frekvenci odpovídá perioda 1 µs. Používá se např. pro udávání frekvence radiotelevizního či telekomunikačního signálu nebo pro údaj o taktovací frekvenci procesoru.

- gigahertz (značka GHz) se rovná 109 Hz (1 miliarda Hz). Této frekvenci odpovídá perioda 1 ns. Používá se např. pro udávání frekvence signálu a pro popis taktovací frekvence rychlých mikroprocesorů. Elektromagnetické vlnění, které se řádově pohybuje v těchto a vyšších frekvencích (centimetrové a milimetrové vlny), se šíří převážně po přímce. Používají se pro mobilní telefony, mikrovlnné trouby, v radarech aj.
- terahertz (značka THz) se rovná 1012 Hz (1 bilion Hz). S touto jednotkou je možno se setkat např. v oblasti fyziky záření (viditelné světlo, gama záření, rentgenové záření apod.).
- petahertz (značka PHz) se rovná 1015 Hz (1 biliarda Hz).

- exahertz (značka EHz) se rovná 1018 Hz (1 trilion Hz). Používá se častěji v kvantové fyzice.

## Historie
Název jednotky hertz byl přijat Generální konferencí pro míry a váhy v roce 1960  a nahradil předchozí jméno „cykly za sekundu“, značeno c/s, cykl/s nebo cps (cycles per second), spolu s příslušnými násobky (kilocyklů, megacykly atd.).